# Matsuri
Matsuri (祭?) è il termine giapponese per indicare una festa tradizionale, un evento che attira nelle strade e nei parchi centinaia di persone. 
Il concetto di “festa” in Giappone deriva dal legame profondo che i giapponesi hanno con la natura ed è riconducibile alla religione tradizionale del Paese, lo shintoismo. Ogni santuario shintoista celebra il proprio matsuri, rendendo omaggio ai propri kami protettori o festeggiando un particolare evento stagionale o storico.

## Riti e tradizioni
Anche se la parola matsuri è sempre stata tradotta come “festa”, alcuni di questi erano più correttamente inclusi nel nenchu gyoji (ciclo di eventi annuali tradizionalmente osservati da una famiglia o un villaggio) o negli eventi annuali originariamente osservati dalla corte imperiale.
Queste usanze hanno per lo più origine cinese o buddista, ma la maggior parte dei giapponesi non prende in considerazione il loro significato religioso, senza però nemmeno distinguerli dai matsuri giapponesi.
Un importante elemento dei festival giapponesi sono le processioni, le quali partono dai vari jinja (神社?) per poi attraversare la città trasportando la statua del kami (divinità Shinto) del santuario locale grazie a particolari portantine chiamate mikoshi (神輿?). È l'unico momento dell'anno in cui il kami lascia il santuario per essere portato in giro per la città.
Molti di questi festival sono caratterizzati anche dalla presenza di particolari carri allegorici chiamati dashi, i quali vengono trainati per tutta la città al ritmo di musica scandita da tamburi e flauti. Ogni festa ha le sue caratteristiche; mentre alcuni festival sono calmi e meditativi, altri sono energici e rumorosi.
I festival si svolgono in ogni parte del Giappone, in ogni stagione, nell'arco di tutto l'anno. Ciascuna di queste feste affonda le sue radici nelle tradizioni religiose, nelle pratiche agricole o sulle rievocazioni di importanti eventi storici, riflettendo la sua particolare storia locale e la sua cultura tradizionale. Ogni festival ha un suo particolare significato, a volte legato alla natura come il passaggio da una stagione all'altra, a volte dedicato alle celebrazioni per i bambini, al rigoglio del genere umano, agli auspici d'amore o ai saluti ai defunti.
Le festività in Giappone sono un elemento molto importante di queste cultura, distinguendosi dalle festività di altri Paesi per frequenza e varietà; sono anche un elemento centrale della religione indigena giapponese. Proprio come le tradizioni pre-cristiane sono sopravvissute nelle usanze europee, molti elementi tradizionali (primitivi oggetti cultuali, figure, maschere, danze, rappresentazioni teatrali) sono sopravvissuti nella cultura giapponese. Le feste del Giappone possono quindi considerarsi un contenitore del suo passato culturale.

## Principalimatsuridel Giappone
| Matsuri                                 | Nota                                                                 | Località  |
| --------------------------------------- | -------------------------------------------------------------------- | --------- |
| Atsuta                                  | celebrato al Santuario di Atsuta in giugno                           | Nagoya    |
| Aoi                                     | celebrato al Santuario di Shimogamo e Santuario di Kamigamo a maggio | Kyoto     |
| Festival del raccolto autunnale di Miki | celebrato al Santuario di Ōmiya Hachiman in ottobre                  | Miki      |
| Gion                                    | celebrato al Santuario di Yasaka in luglio                           | Kyoto     |
| Hadaka                                  |                                                                      | Okayama   |
| Hakata Gion Yamakasa                    | celebrato al Santuario di Kushida in luglio                          | Fukuoka   |
| Hōnen                                   | celebrato al Santuario di Tagata a marzo                             | Komaki    |
| Jidai                                   | celebrato il 22 ottobre                                              | Kyoto     |
| Kanamara                                | celebrato al Santuario di Kanayama in aprile                         | Kawasaki  |
| Kanda                                   | celebrato al Santuario di Kanda Myojin a maggio                      | Tokyo     |
| Kishiwada Danjiri                       | celebrato a settembre                                                | Kishiwada |
| Nada no Kenka                           | celebrato al Santuario di Matsubara Hachiman il 14 e 15 ottobre      | Himeji    |
| Nagoya                                  | celebrato all'Hisaya Ōdori Park a Sakae                              | Nagoya    |
| Sanja                                   | celebrato al Santuario di Asakusa a maggio                           | Tokyo     |
| Sannō                                   | celebrato al Santuario di Hie in giugno                              | Tokyo     |
| Tenjin                                  | celebrato al Santuario di Ōsaka Tenman-gū in luglio                  | Osaka     |

### Atsuta Matsuri
Conosciuto anche col nome di Shobu-sai o Festival annuale del Santuario di Atsuta, l'Atsuta Matsuri ospita spettacoli vari come kyudo (tiro con l'arco in stile giapponese), kendo (scherma giapponese), Atsuta-kagura (un tipo di danza shintoista) e taiko (tamburi giapponesi). Cinque Kento Makiwara, altari enormi con 365 lanterne ciascuno, sono posti accanto alle tre porte torii del santuario restando illuminati dalla mattina alla sera.

### Aoi Matsuri

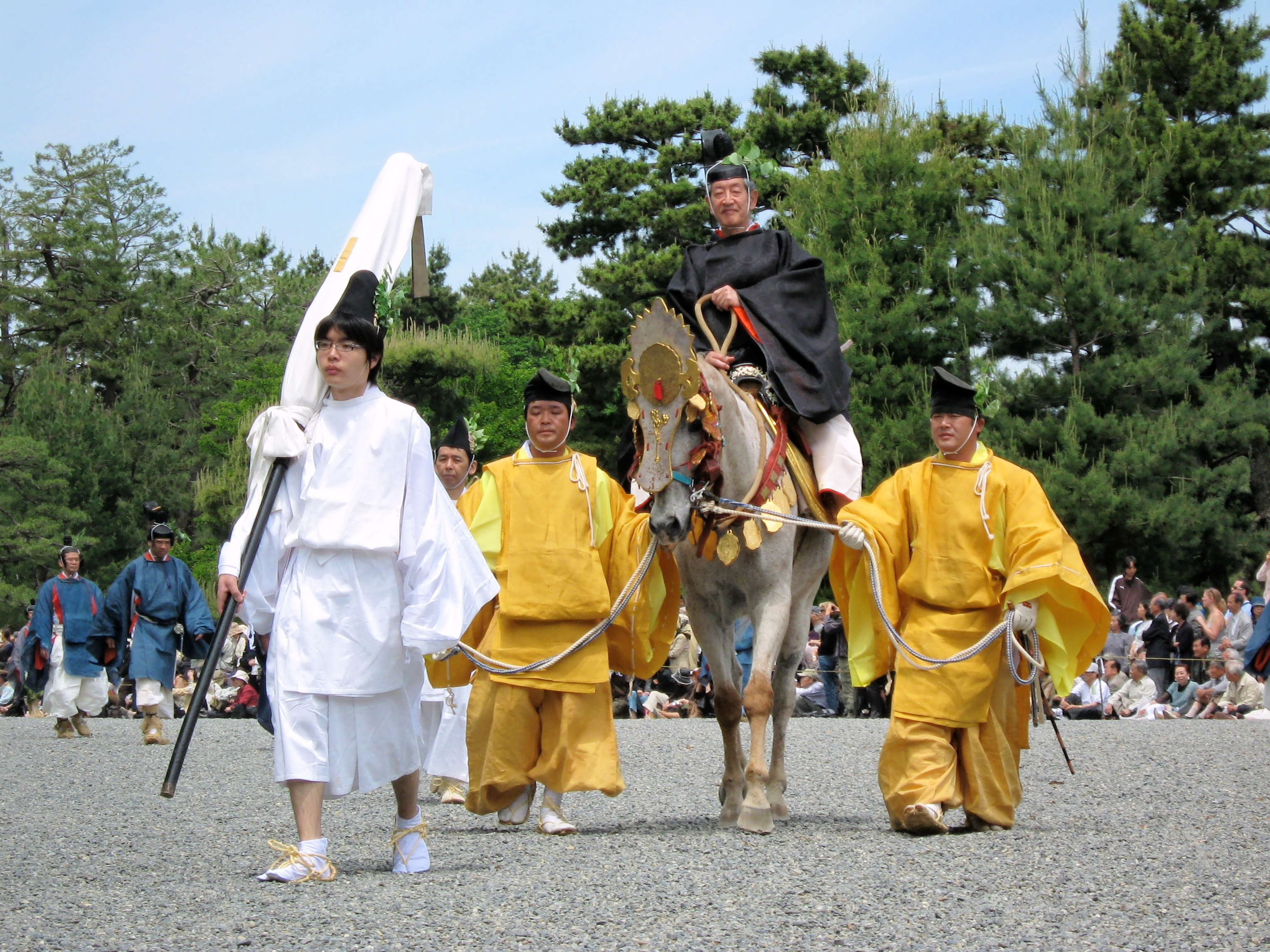
Aoi Matsuri, Kyoto.

L'Aoi Matsuri si svolge ogni 15 maggio a Kyoto. Attrazione principale del festival è una grande parata, alla quale partecipano ogni anno oltre cinquecento persone vestite nello stile aristocratico del periodo Heian (794-1185) sfilando tra le vie della città dal Palazzo Imperiale ai Santuari Kamo. Aoi in giapponese significa malvarosa, e la festa prende il nome dalle foglie della malvarosa che vengono indossati dai partecipanti durante la processione.
Il festival ebbe inizio nel VII secolo, benché le sue origini precise siano incerte. In quel tempo, le catastrofi naturali che si verificano venivano attribuite alle divinità dei Santuari Kamo. Dopo che l'imperatore fece offerte agli dei, i disastri si placarono e la tradizione venne tramandata nelle generazioni. Il nome ufficiale del festival rimane Kamo Matsuri, a causa della sua associazione con i santuari.

### Gion Matsuri

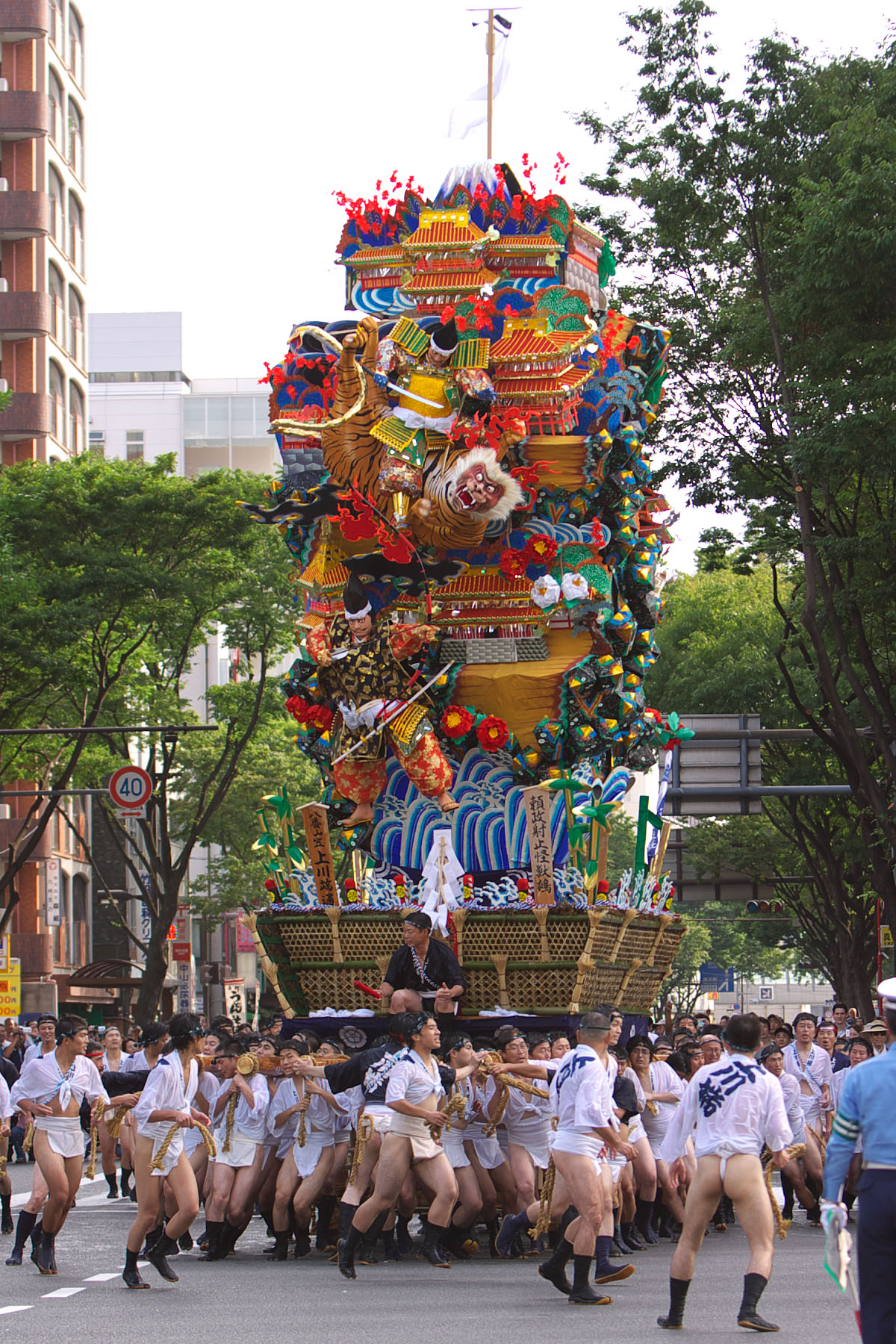
Hakata Gion Yamakasa, Fukuoka.

Secondo gli abitanti di Kyoto, per contrastare l'influsso negativo che gli spiriti maligni riverserebbero sulla città causando epidemie, carestie, incendi e terremoti, sin dai tempi antichi si celebravano particolari feste di protezione o rituali di purificazione (i cosiddetti goryo-e). Il primo Gion Matsuri, uno dei più antichi festival del Giappone, si svolse nel primo periodo Heian per interrompere una serie di devastanti piaghe.
Anche se inizialmente il festival mantenne il suo significato religioso, già nel periodo Kamakura (1185-1333) diventò occasione per corporazioni e importanti famiglie mercantili di ostentare la propria ricchezza e il proprio gusto artistico. Una delle principali attrazioni, sin dal X secolo, sono i grandi carri allegorici chiamati hoko, accompagnati da musicisti, danze e giochi.
Il festival viene celebrato al Santuario di Yasaka nel mese di luglio. I due eventi più importanti sono la Yamaboko Junko, una processione di carri allegorici che si svolge il 17 luglio, e Yoiyama, le serate di festa che precedono la processione.

### Hakata Gion Yamakasa
L'Hakata Gion Yamakasa si svolge in estate a Fukuoka ed è uno dei più grandi festival del Giappone. Una delle principali caratteristiche de festival sono gli enormi carri trasportati in spalla da decine di persone, tradizione che attira ogni anno più di un milione di visitatori. Nel momento più appassionante della festa, i carri, chiamati kakiyamakasa, vengono trasportati di corsa attraverso un percorso prestabilito lungo cinque chilometri partendo dal Santuario di Kushida fino al centro della città. La gara è frenetica e le squadre competono per completare il percorso nel minor tempo possibile.

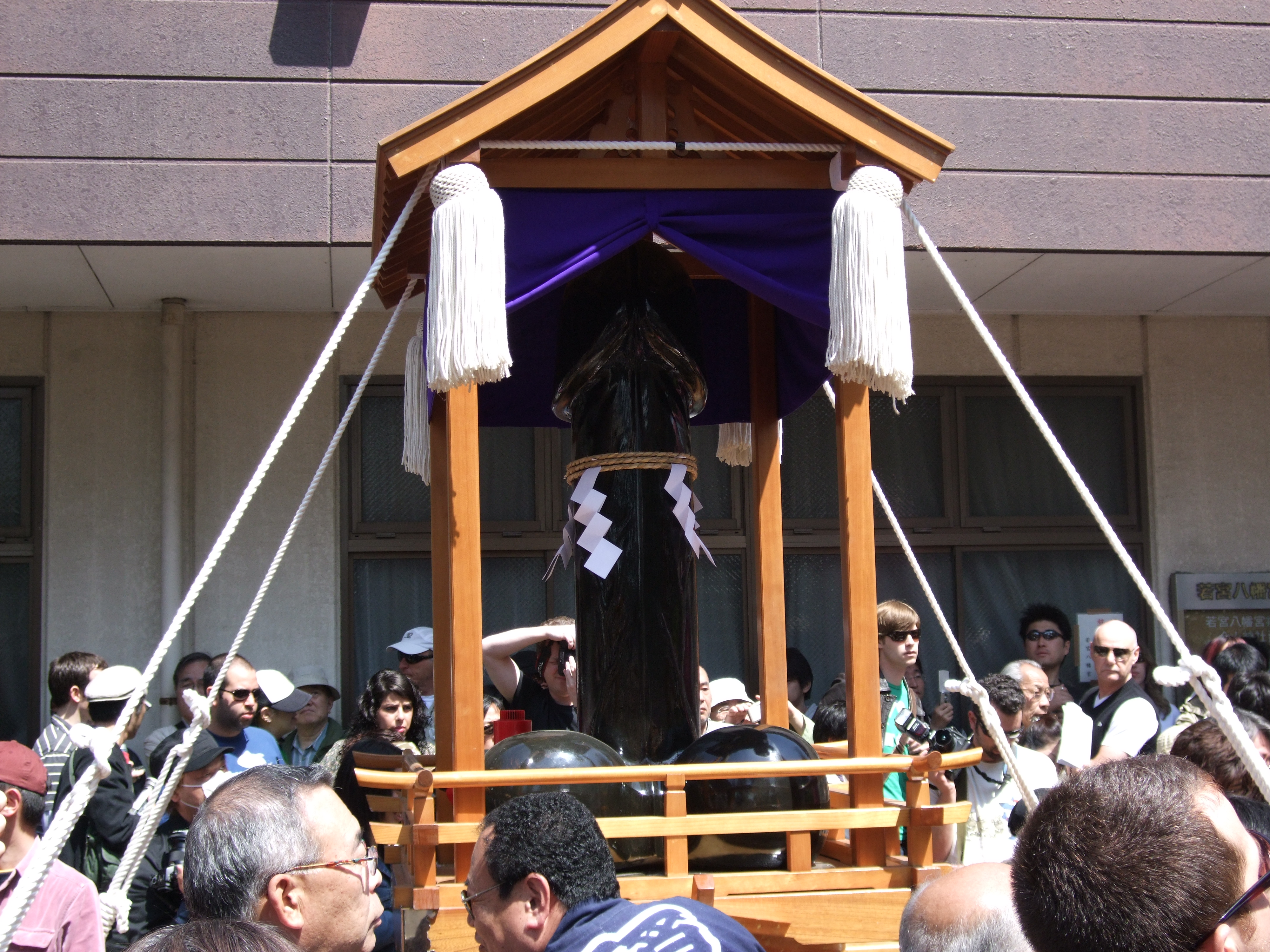
Kanamara Matsuri, Kawasaki.

Durante il festival è possibile ammirare anche un'altra tipologia di carro chiamato kazariyama, alti più di dieci metri di altezza e dal peso superiore alle due tonnellate. In passato venivano usati per le gare, però, con l'introduzione delle linee elettriche nel periodo Meiji, questo diventò un problema, e oggi vengono utilizzati solo come semplici carri allegorici.

### Jidai Matsuri
Il Festival delle ere (時代祭, Jidai Matsuri) è uno dei principali festival di Kyoto insieme con l’Aoi Matsuri ed il Gion Matsuri. Si svolge ogni anno il 22 ottobre, (nel 2019 si è tenuto il 26 ottobre).
Affonda le sue radici nel trasferimento della antica capitale giapponese Heian-kyō a Tokyo durante la Restaurazione Meiji nel 1868. Temendo un declino della città, si decise di commemorare la sua storia istituendo il Jidai Matsuri e con la costruzione del Santuario Heian (平安神宮 Heian Jingū)
La sfilata, parte dal Palazzo Imperiale ed arriva al Santuario Heian, consiste nel trasporto tramite santuari portatili (mikoshi)  degli imperatori Kanmu e Kōmei, vede la partecipazione di oltre 2000 comparse e l’utilizzo di 12.000 reperti storici. I vari costumi rappresentano le epoche storiche che hanno caratterizzato la storia di Kyoto, partendo dalla restaurazione Meiji per finire con il periodo Heian.

### Kanamara Matsuri
Il Kanamara Matsuri è il festival della fertilità che si svolge ogni anno a Kawasaki. Il festival trae origine da un'antica storia tradizionale giapponese e viene celebrato la prima domenica di aprile presso il Santuario Wakamiya Hanchimangū. L'attrazione principale del festival è la sfilata dei mikoshi trasportanti un idolo a forma di pene, simbolo del festival. Con il tempo il festival si è trasformato, meta di turisti e occasione di commercio caratteristico legato alla forma fallica della divinità. Il tono al giorno d'oggi è prevalentemente ironico, mentre i fondi raccolti vengono devoluti alla ricerca sull'HIV.